# Bloxes

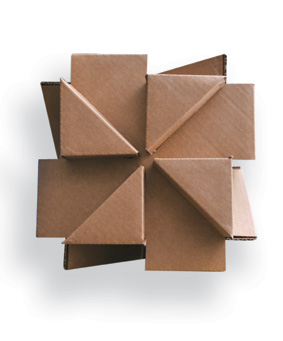
Bloxes front

Blocks (blocchi) e Boxes (scatole) – dall'unione di queste due parole nasce il termine Bloxes coniato per identificare un
sistema modulare in cartone.
I Bloxes sono elementi modulari costituiti da 6 fogli di cartone ondulato tenuti insieme da un sistema di interbloccaggio.
La loro particolare forma e la struttura li rendono particolarmente forti e resistenti. Possono essere assemblati insieme
sui 6 lati: in questo modo è possibile costruire, ad esempio, panchine, sedie e tavoli.
L'elemento ottenuto dall'assemblaggio di più moduli potrà essere spostato liberamente, senza essere smontato: quindi, l'arredamento e
l'architettura degli ambienti possono essere velocemente modificati secondo il “gusto” del momento. Inoltre, grazie alla loro conformazione, i
bloxes assorbono l'emissione sonora e sono particolarmente indicati per la realizzazione di pareti divisorie.
Da montato, un singolo modulo misura 24 cm.
Vennero progettati tra gli anni sessanta e i settanta dall'americano Jef Raskin (9 marzo 1943 – 26 febbraio 2005) e messi in commercio dal figlio Aza Raskin e dall'amico Andrew Wilson solo nel 2008, tre anni dopo la scomparsa di Jef.
Il progetto originario si basava su alcune sperimentazioni di interfacce da costruire, simili a quelle che costituiscono la struttura di un computer.
- 1969 : Laureato in matematica e filosofia, artista ed docente nel nuovo dipartimento di arti visive all'UCSD di San Diego spinto dai colleghi, Raskin realizzò un nuovo modulo di costruzione per il mondo dei giocattoli, che fosse leggero, facilmente assemblabile e compatto.
- 1971: Raskin presentò al MOCA di Los Angeles il suo modulo di cartone, con un'installazione artistica legata al tema dell'arte e della tecnologia.
- 2008: Il figlio Aza brevettò il sistema bloxes.